# Liste der Naturdenkmale in Hohenroda
Die Liste der Naturdenkmale in Hohenroda nennt die im Gebiet der Gemeinde Hohenroda im Landkreis Hersfeld-Rotenburg in Hessen gelegenen Naturdenkmale.

## Naturdenkmale
| Bild | Bezeichnung                           | Ortsteil, Lage                             | Beschreibung    | Art                      | Nr.     |
| ---- | ------------------------------------- | ------------------------------------------ | --------------- | ------------------------ | ------- |
| BW   | Linde (Tilia)                         | Ausbach 50° 50′ 37″ N, 9° 54′ 46″ O        | Eine Linde      | Linde                    | 3632450 |
| BW   | Kalksumpf                             | Ausbach 50° 50′ 28,7″ N, 9° 53′ 56,7″ O    | Kalksumpf       |                          | 3632451 |
| BW   | Gehölz                                | Mansbach 50° 47′ 15,9″ N, 9° 55′ 52,3″ O   | Gehölz          |                          | 3632453 |
| BW   | Linde (Tilia)                         | Ransbach 50° 49′ 34″ N, 9° 54′ 36,8″ O     | Eine Linde      | Linde                    | 3632454 |
| BW   | Linde (Tilia)                         | Soislieden 50° 47′ 5,7″ N, 9° 53′ 33,6″ O  | Eine Linde      | Linde                    | 3632455 |
| BW   | Linde (Tilia)                         | Soislieden 50° 46′ 53,2″ N, 9° 53′ 45,5″ O | Zwei Linden     | Linde                    | 3632458 |
| BW   | Linde (Tilia)                         | Soislieden 50° 47′ 8,1″ N, 9° 53′ 33,5″ O  | Eine Linde      | Linde                    | 3632459 |
| BW   | Rosskastanie (Aesculus hippocastanum) | Ausbach 50° 50′ 40,4″ N, 9° 54′ 55,4″ O    | Sechs Kastanien | Gewöhnliche Rosskastanie | 3632460 |